# Zwergwachtel
Die Zwergwachtel oder Chinesische Zwergwachtel (Synoicus  chinensis, Syn.: Coturnix chinensis, Excalfactoria chinensis) ist eine Vogelart aus der Familie der Fasanenartigen (Phasianidae), die zur Ordnung der Hühnervögel (Galliformes) gehört. Mit einem Gewicht von nur 45 bis 70 Gramm und einer Körpergröße von ca. 14 cm sind die Zwergwachteln die kleinsten Hühnervögel.

## Erscheinungsbild

### Nominatform

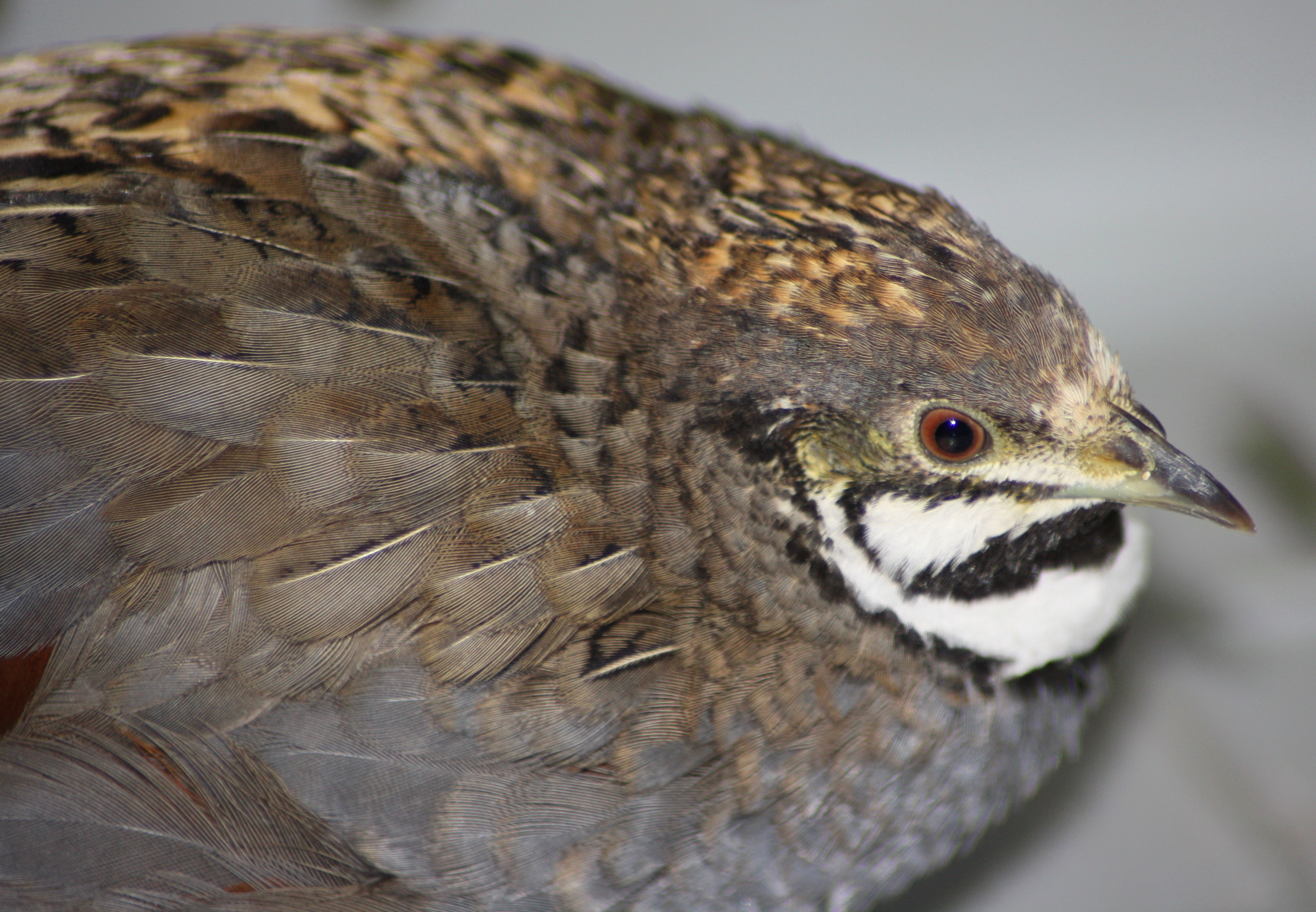
Porträt einer männlichen Zwergwachtel

Zwergwachteln zeigen einen ausgeprägten Geschlechtsdimorphismus. Bei der Nominatform S. c. chinensis haben Wachtelhähne einen rostbraunen Scheitel und Nacken, der schwarz gebändert ist. Kopfseiten und Hals sind schiefergrau und ein weißer Streifen, der als Unterzügelstreifen bezeichnet wird, zieht sich von der Schnabelbasis bis zu den Augen. Darunter verläuft ein schwarzes Band, das sich vorne zu einem breiten schwarzen Kinn- und Kehlfleck vereint. Es säumt eine breite, weiße Bartregion.
Die Hennen haben eine breite, hellrostbraune Region am Vorderhals und eine weiße Kehle. Ihr Obergefieder ist sandfarben. An der Unterseite sind sie hell isabellrötlich mit einer schwarzen Bänderung.
Bei beiden Geschlechtern ist der Schnabel schwarz gefärbt, die Beine zeigen eine orangegelbe Färbung und die Iris der Augen ist karminrot.

### Erscheinungsbild von als Ziervögeln gehaltenen Zwergwachteln
Die in Gefangenschaft gehaltenen Wildformen sind selten Kreuzungen verschiedener Unterarten und differieren in ihrer Gefiederfärbung fast nicht. Gezüchtet wurden aber eine Reihe unterschiedlicher Farbschläge der Nominatform, so dass auch weiße, silberne, rehbraune, isabellfarbene, geperlte und gescheckte Farb-Mutanten existieren. Auch Hähne ohne die oben beschriebene Maske sind inzwischen gezüchtet worden, bekannt als silber und dunkelbraun ohne Maske. Bei den dazugehörigen Hennen sind die Schaftstriche auf den Federn nicht mehr zu erkennen.

## Verbreitungsgebiet

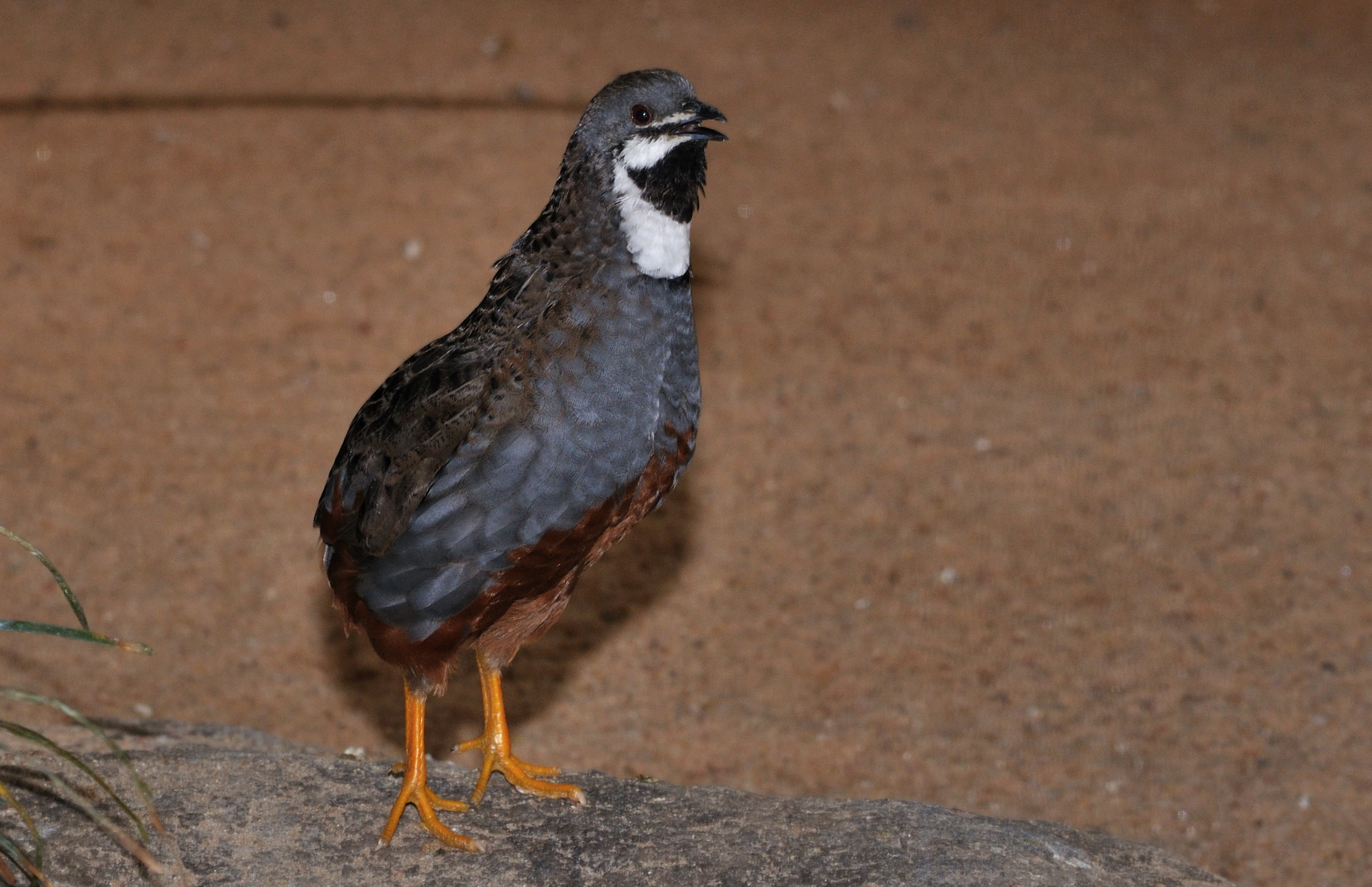
Rufendes Männchen

Zwergwachteln sind auf dem indischen Subkontinent, in Myanmar, Thailand, Taiwan, der Volksrepublik China, Borneo, den Nikobaren und den Philippinen, Java, Lombok, Flores, Timor, Sumatra, Neuguinea und Australien beheimatet. Innerhalb dieses großen asiatischen Verbreitungsgebietes haben sie acht Unterarten ausgebildet. So lebt beispielsweise S. c. novaeguineae in den Bergtälern Zentral-Neuguineas bis zu einer Höhe von 2200 Metern, und S. c. lipida ist nur auf dem Bismarck-Archipel zu finden.
Die Nominatform ist S. c. chinensis, die von Indien über Thailand und Indochina bis ins südöstliche China verbreitet ist.

## Lebensraum
Zwergwachteln bewohnen dichtes, feuchtes Grasland auf Ebenen und Gebirgen. Trittpfade durchziehen tunnelartig das Gras ihrer Reviere.

## Fortpflanzung
Zwergwachteln sind monogam lebende Vögel.
Während der Paarungszeit ist vom Hahn häufig ein hoher, dreisilbiger Pfiff zu hören. Er erinnert an ein Kwuiii-kii-kju. Das Nest wird nur vom Weibchen gebaut und besteht aus einer gescharrten Kuhle unter überhängenden Grashalmen. Das Gelege besteht in der Regel aus vier bis zehn, selten auch bis zu 14 Eiern. Ihre Färbung kann sehr variabel sein, sie reicht von einfarbig gelblich bis braun und ist gelegentlich fein schwarzbraun gesprenkelt.
Bebrütet wird das Gelege vom Weibchen. Nach 16 bis 17 Tagen schlüpfen die nur hummelgroßen Küken, die bereits ab dem ersten Tag des Schlüpfens das Nest verlassen. Sie fressen vom ersten Tag an alles, was auch ihre Eltern fressen (z. B. Mehlwürmer, Salat, Insekten, Salatgurke). Geschlechtsreif sind die Vögel nach 14 bis 18 Wochen.
Die Anzahl der Jahresbruten ist abhängig vom Nahrungsangebot. Ist dieses reichlich, erfolgen mehrere Bruten hintereinander.

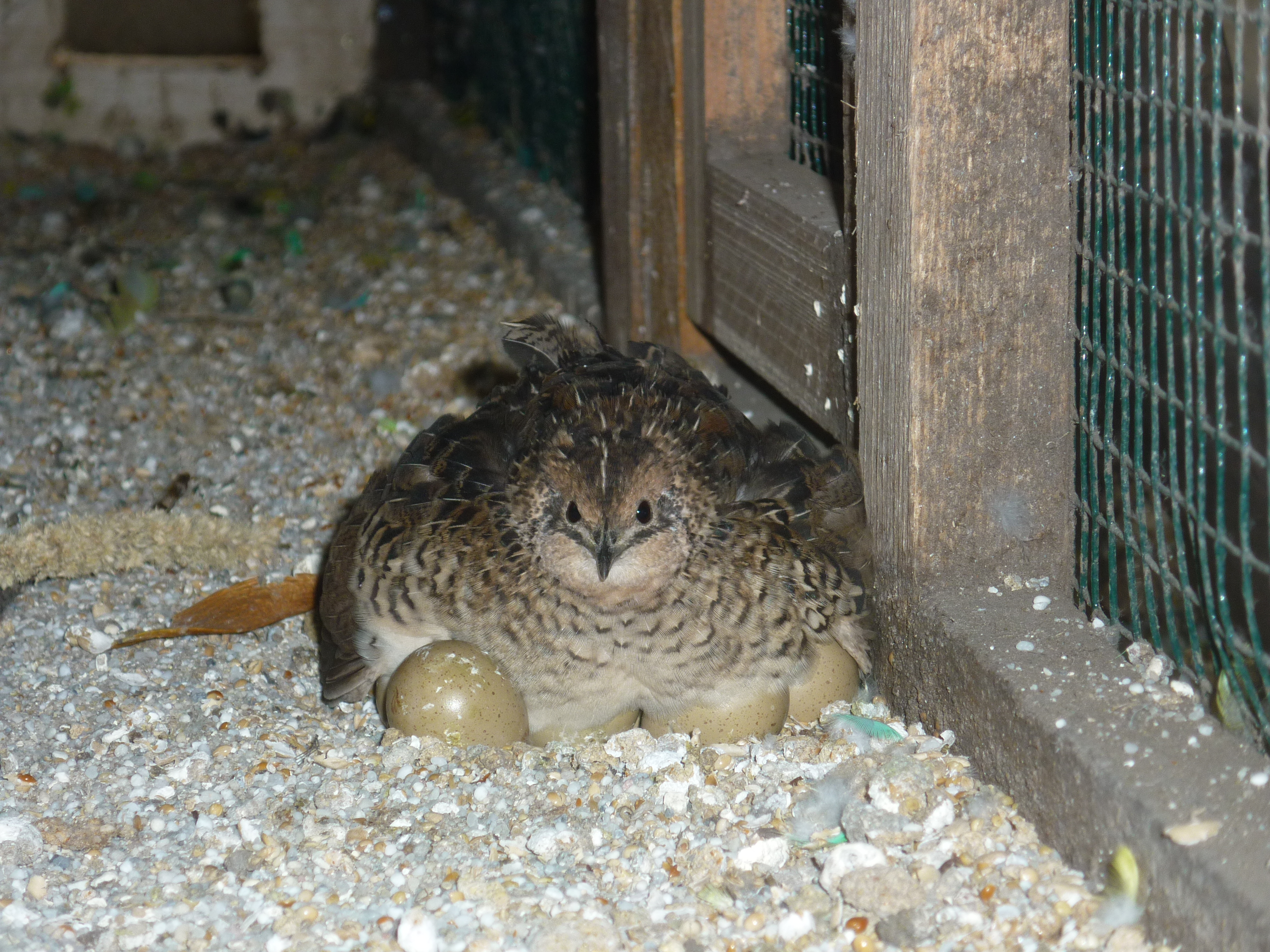
Zwergwachtel beim Brüten

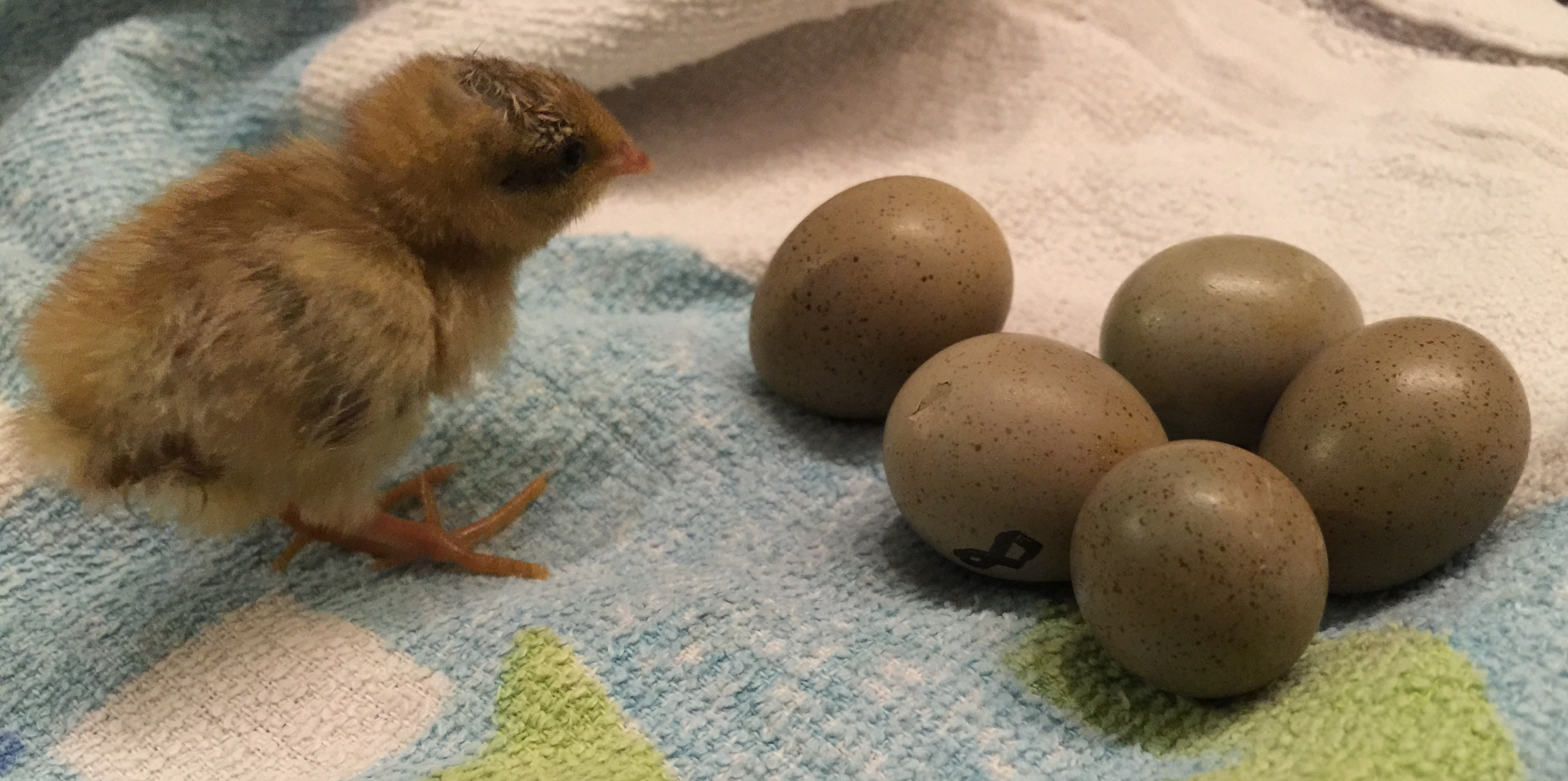
Ein Zwergwachtelküken und Eier

## Zwergwachteln als Ziervögel
Zwergwachteln werden seit langer Zeit in China als Ziervogel gehalten. Gebräuchlich war es, diese während der Winterzeit in den Rocktaschen mitzuführen, um sich an ihnen die Hände zu wärmen. Der alternative Gattungsname Excalfactoria (= die Wärmende) verweist auf diese Praxis.
Nach Europa wurden die Vögel bereits 1794 eingeführt. Sie sind bis heute beliebte Ziervögel, was dazu führte, dass verschiedene Farbschläge, wie pastellfarbene Wachteln und Wachteln ohne Kielzeichnung,  erzüchtet wurden. Unterschätzt wird allerdings regelmäßig der Platzbedarf, den diese kleinen Vögel benötigen. Für eine artgerechte Haltung sollte die Voliere pro Zwergwachtelpaar nicht kleiner sein als ein Quadratmeter. Zwergwachteln können mit kleineren Vögeln, die sich hauptsächlich im oberen Bereich der Voliere aufhalten, etwa mit Prachtfinken oder verschiedenen Tauben, vergesellschaftet werden.

## Systematik
Die Zuordnung der Zwergwachteln war lange Zeit umstritten. Sie werden heute in die Gattung Synoicus gestellt. Die Adansonwachtel (Synoicus andansonii), früher als Afrikanische Zwergwachtel eine Unterart der Zwergwachtel, wird inzwischen als eigenständige Art angesehen. Sie weicht von der Zwergwachtel farblich stark ab, da bei dieser Art das Männchen einen wesentlich breiteren, bis auf die Oberbrust ausgedehnten Kehllatz, überwiegend braune Flügeldecken und breite kastanienbraune Flankenstreifen hat. Zur Gattung Synoicus gehören neben der Zwergwachtel und der Adansonwachtel außerdem die Schneegebirgswachtel (Synoicus monorthonyx) und die Ypsilonwachtel (Synoicus ypsilophorus).

## Belege
1. ↑  
McGowan, P.J.K. and G. M. Kirwan (2020). Blue-breasted Quail (Synoicus chinensis), version 1.0. In Birds of the World (J. del Hoyo, A. Elliott, J. Sargatal, D. A. Christie und E. de Juana, Editors). Cornell Lab of Ornithology, Ithaca, NY, USA. doi:10.2173/bow.blbqua1.01
2. ↑  Das Haustierportal: Chinesische Zwergwachtel. Abgerufen am 28. Februar 2022.